# Emil Spišák
Emil Spišák (* 25. října 1956 Spišská Nová Ves) je slovenský divadelní režisér a ředitel, bývalý politik za Slovenskou národní stranu, po sametové revoluci československý poslanec Sněmovny národů Federálního shromáždění, v 90. letech aktér soudního sporu, kdy mu bylo zamezeno nastoupit coby náhradník do Národní rady SR.

## Biografie
Vystudoval Vysokou školu múzických umění v Bratislavě. Od roku 1981 pracoval jako režisér v činohře Divadla Jonáše Záborského v Prešově a od poloviny 80. let rovněž spolupracoval s divadly v českých zemích (Kolín, Pardubice, Kladno). Od roku 1983 také spolupracoval s košickým studiem Československé televize na přípravě pořadů pro děti a mládež.
Ve volbách roku 1992 byl za SNS zvolen do slovenské části Sněmovny národů. Ve Federálním shromáždění setrval do zániku Československa v prosinci 1992. Uvádí se bytem Košice. V slovenských parlamentních volbách roku 1994 kandidoval za SNS, ale nebyl zvolen. Když v roce 1997 zemřel poslanec Bartolomej Kunc, měl Spišák nastoupit jako náhradník, ale protože se mezitím se svou stranou rozešel (v roce 1995 mu při přeregistraci členských průkazů nebyla vydána nová stranická legitimace), byl jako náhradník na post poslance dosazen Ladislav Hruška. Spišák proti tomu protestoval a hodlal se obrátit na Ústavní soud Slovenské republiky. V lednu 1998 ústavní soud rozhodl, že Spišák má nárok na poslanecké křeslo. Teprve v roce 2000 Národní rada SR zrušila kontroverzní rozhodnutí z roku 1997 (Spišák už ale fakticky poslanecký mandát nenabyl). Mezitím celou záležitost předal k Evropskému soudu pro lidská práva.
V roce 2007 se stal ředitelem Spišského divadla. V této funkci je zmiňován ještě k roku 2020.